# Departamento Tapenagá
Tapenagá es uno de los 25 departamentos en los que se divide la provincia del Chaco, Argentina.

## Superficie y límites
El departamento tiene una superficie de 6.025 km² y limita al norte con los departamentos 25 de Mayo, Presidencia de la Plaza, General Donovan y Libertad, al este con el departamento San Fernando, al oeste con los departamentos San Lorenzo y Mayor Fontana y al sur con la provincia de Santa Fe.

## Población
De acuerdo al Censo 2010, su población era de 4.102 habitantes, lo que lo convertía en el menos poblado de todos los departamentos chaqueños. Se registró un leve descenso de población con respecto al Censo 2001, que arrojó, para el departamento, la cifra de 4.188 habitantes.